# ايميل سالومونسون
ايميل سالومونسون (بالسويدية: Emil Salomonsson) (28 أبريل 1989 في السويد - ) هو لاعب كرة قدم سويدي في مركز الوسط. شارك مع منتخب السويد تحت 17 سنة لكرة القدم ومنتخب السويد تحت 19 سنة لكرة القدم ومنتخب السويد تحت 21 سنة لكرة القدم ومنتخب السويد لكرة القدم. أما مع النوادي، فقد لعب مع نادي غوتبورغ ونادي هالمستاد وÄngelholms FF ‏.

## وصلات خارجية
- ايميل سالومونسون على موقع اتحاد السويد (السويدية)
- ايميل سالومونسون على موقع رابطة كرة القدم اليابانية للمحترفين (اليابانية)
- ايميل سالومونسون على موقع قاعدة بيانات كرة القدم.إي يو (الإنجليزية)
- ايميل سالومونسون على موقع ناشيونال فوتبول تيمز (الإنجليزية)
- ايميل سالومونسون على موقع Soccerway.com (الإنجليزية)
- ايميل سالومونسون على موقع عالم كرة القدم.نت (الإنجليزية)